# 여인파티
"여인파티"는 1989년에 개봉한 대한민국의 영화이다.

## 캐스팅
- 김진경 : 세란 역
- 김애경 : 엄마 역
- 고앤이 : 화숙 역
- 안혜리 : 애라 역
- 장애희 : 원아 역
- 최선경 : 민경 역
- 전미희 : 수지 역
- 박예숙 : 최씨 역
- 남정희 : 이모 역
- 김지영
- 한진희
- 강태기 : 강남호 역
- 한영수 : 두식 역
- 유영휘 : 세훈 역
- 김성원
- 신충식
- 길달호 : 사우디 김 역
- 유병완
- 김유성
- 서영석
- 송윤배